# Camerino
Camerino é uma comuna italiana da região dos Marche, província de Macerata, com cerca de 6.738 habitantes. Estende-se por uma área de 129 km², tendo uma densidade populacional de 52 hab/km². Faz fronteira com Caldarola, Castelraimondo, Fiastra, Muccia, Pievebovigliana, Pioraco, Sefro, Serrapetrona, Serravalle di Chienti.

## Demografia
| Variação demográfica do município entre 1861 e 2011                               |
|                                                                                   |
| Fonte: Istituto Nazionale di Statistica (ISTAT) - Elaboração gráfica da Wikipedia |